# Mihăileni (Botoșani)
Mihăileni is een Roemeense gemeente in het district Botoșani.
Mihăileni telt 2752 inwoners.